# シモン・ボリバル交響楽団
シモン・ボリバル交響楽団（スペイン語: Orquesta Sinfónica Simón Bolívar de Venezuela）は、ベネズエラのカラカスを本拠地とするオーケストラである。
なお、名称の由来となる「シモン・ボリバル」とは、19世紀初頭にスペインの圧政から南米諸国を解放した革命・思想家の名前で、ベネズエラ出身の英雄としての彼の業績を称えたものである。詳しくはリンク先を参照。
また、1998年から2010年頃までは、初代メンバーによる「Aオーケストラ」に対し、新たに加わった年少メンバーだけの「Bオーケストラ」を世界の人々が シモン・ボリバル・ユース・オーケストラ として認識していた。

## 概要

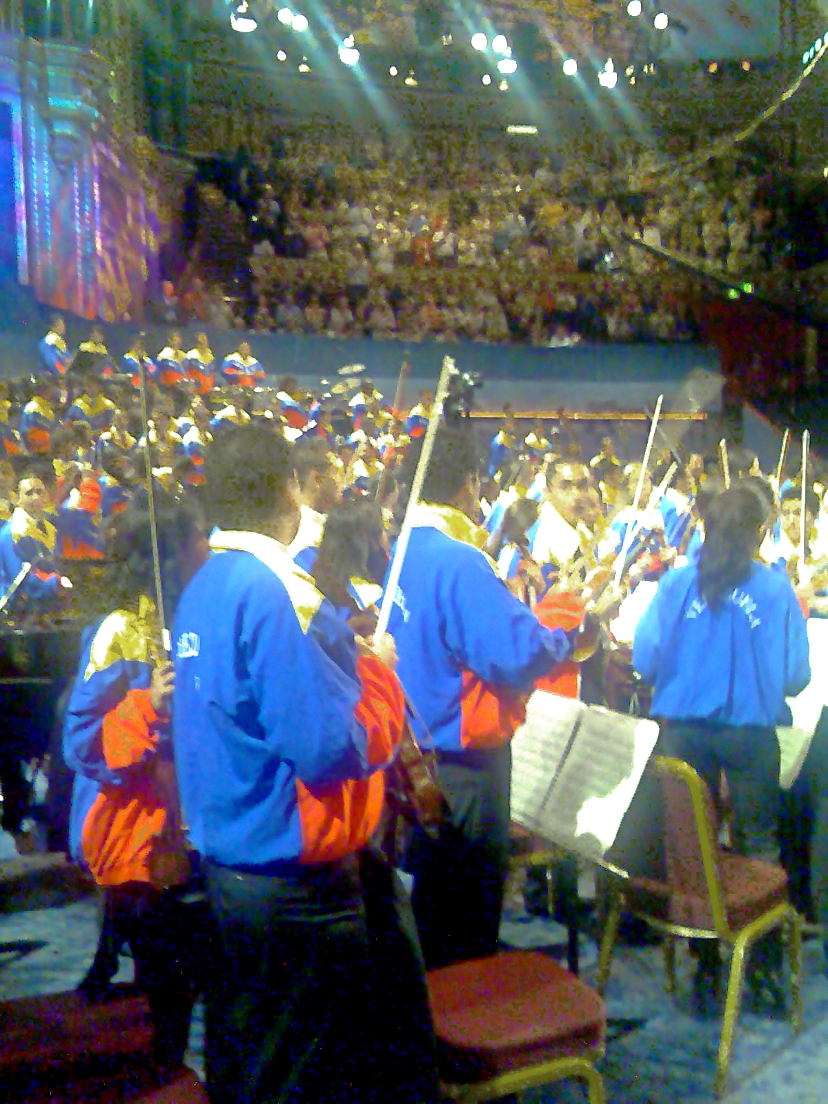
シモン・ボリバル・ユース・オーケストラ (2007年)

1975年 元政治家で経済学者のホセ・アントニオ・アブレウ等の提唱した「エル・システマ」FESNOJIV (国立財団ベネズエラ児童青少年オーケストラ・システム) により始められたユース・オーケストラを母体として、1978年にシモン・ボリバル交響楽団と名付けられた。
エル・システマ生徒の中には元ストリートチルドレンで麻薬の密売や強盗を経験した者もいるが、こうした者を更生させたり、放課後に子どもたちを音楽に従事させることで犯罪から守る役割を果たしている。エル・システマのモットーは、"Tocar y Luchar"（奏でて戦う）である。
FESNOJIVは、現在ベネズエラに400もの青少年オーケストラを運営している。まず地区ニュー・クレオ(音楽教室とオーケストラ)に入り、14歳未満の子どもたちからなる児童オーケストラ、続いて国立青少年オーケストラなどを経て、頂点のシモン・ボリバル交響楽団の一員となる。
FESNOJIVの活動ぶりは早くから欧米に伝わり、ベルリン・フィルハーモニー管弦楽団の首席指揮者や楽員の耳に入り、メンバーが無料指導したり、クラウディオ・アバドやサイモン・ラトルといった歴代首席指揮者が実際に客演で指揮もするほどになっており、国外への演奏旅行もしばしば行われる。
オーケストラのメンバーと同様の教育を受けた新進気鋭の指揮者グスターボ・ドゥダメルが、1999年に18歳で音楽監督に就任。バンベルク交響楽団の国際指揮者コンクールに優勝もし、近年ヨーロッパの各種コンサート（2007年BBCプロムス、2008年ザルツブルク音楽祭など）に招かれ、大きな話題となった。
ドイツのグラモフォン・レーベルと専属契約を結んだドゥダメルの指揮で、ベートーヴェンの交響曲第5番・7番とマーラーの交響曲第5番のレコーディングがある。
なお、ドゥダメルは2009年にロサンゼルス・フィルハーモニックに招聘され、フィンランド出身の先代エサ＝ペッカ・サロネンの後を受け音楽監督として就任、その他の世界的なオーケストラへの客演も多くこなす。

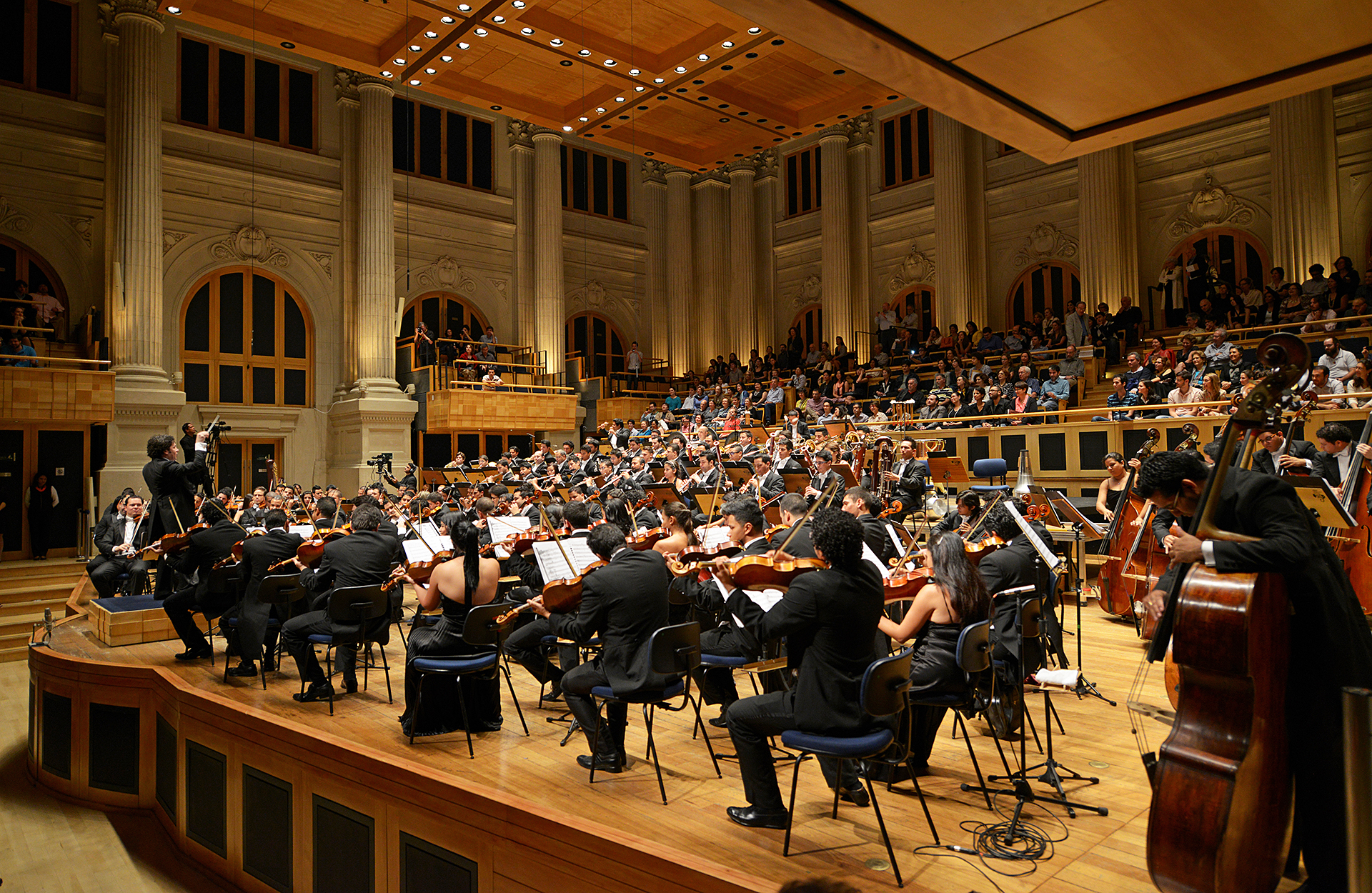
サン・パウロでのコンサート (2013年)